# Festival France Odéon de Florence
Le festival du film français de Florence, ou festival France Odéon d'après le nom d'une salle de cinéma de la place Strozzi, est un festival de Florence destiné à favoriser les échanges de la production cinématographique de la France et de l'Italie entre ces deux pays.